# Królestwo Fezu
Królestwo Fezu (ar. مملكة فاس) – państwo muzułmańskie w północno-zachodniej Afryce, w Maghrebie, istniejące i rządzone przez dynastię Wattasydów w latach 1472–1549.
Państwo powstało gdy Muhammad asz-Szajch al-Mahdi zdobył w 1472 roku miasto Fez. Władza Wattasydów nie została jednak powszechnie zaakceptowana przez marokańskie plemiona. Wśród Beduinów i Berberów dynastia ta cieszyła się niewielkim autorytetem. Szczególnie w południowym Maroku dochodziło do buntów, a w siłę rośli lokalni przywódcy plemienni.
Słabość wattasydzkiego dworu wykorzystali Portugalczycy, którzy zajęli w tym czasie wiele portów nad Atlantykiem i próbowali rozszerzyć swoje wpływy na resztę kraju. Po zajęciu przez nich Tangeru w 1471 roku wattasydzki sułtan Muhammad asz-Szajch al-Mahdi, nie mogąc walczyć na dwóch frontach, zdecydował się na zawarcie zawieszenia broni z Portugalią.
Państwo Wattasydów było słabe, co wykorzystywały kraje europejskie do ingerowania w Maroku. W 1485 roku Królestwo Hiszpanii wymusiło traktat zobowiązujący Wattasydów do nieudzielania pomocy Emiratowi Grenady w zamian za bezpieczeństwo marokańskich statków na Morzu Alborańskim. W dwa lata później Hiszpania zabroniła sułtanowi wysyłania do Granady zaopatrzenia. W tym samym roku pod panowanie portugalskie przeszło miasto Azammur, a w 1488 Asfi.
W 1492 roku upadł Emirat Granady, do państwa Wattasydów przybyli wygnańcy z tego państwa oraz ok. 5'000 wypędzonych z Hiszpanii Żydów. W następnym roku przybył także ostatni emir Granady, Muhammad XII.
W 1497 w ręce Hiszpanii przeszła Melilla. W 1502 roku Królestwo Portugalii zdobyło Al-Dżadidę, w 1505 roku Agadir, w 1506 roku Aguz. W 1511 roku Saadyci zdobyli Rabat, a w 1524 Marrakesz.
Niezadowolenie wśród berberskich plemion przyczyniło się do wzrostu potęgi Saadytów, którzy zdołali wypędzić Portugalczyków z większości portów, a w 1549 roku zająć Fez i obalić wattasydzkiego sułtana Abu al-Abbasa Ahmada. Wattasydzi zdołali jeszcze przejściowo odzyskać tron w 1554 roku pod rządami Abu Hassuna, jednak jeszcze w tym samym roku władzę w kraju odzyskał saadycki sułtan Muhammad asz-Szajch.